# Serbische Fortschrittspartei (Königreich Serbien)
Die Serbische Fortschrittspartei (serbisch Српска напредна странка|Srpska napredna stranka, СНС oder SNS) war eine konservativ-liberale Partei im Königreich Serbien, die von 1881 bis 1919 bestand.
Ihr Ursprung geht zurück bis 1871, als junge westorientierte Intellektuelle sich verbanden, die später zu den Herausgebern der Zeitschrift Videlo gehörten, die ab 1880 erschien: Sie bildeten eine Opposition zur Regierung von Jovan Ristić und seiner Liberalen Partei (Liberalna stranka), um politische Reformen zu fördern. Es ging um Redefreiheit, Ministerverantwortlichkeit, Unabhängigkeit der Justiz. Die Partei lehnte sich nicht an Russland an. Sie waren andererseits nicht radikal-demokratisch wie die Radikale Volkspartei (Narodna radikalna stranka) und hatten wenig Bezug zur Landbevölkerung.
Die Gründung erfolgte 1881, führend waren Milan Piroćanac, Milutin Garašanin, Stojan Novaković und Čedomilj Mijatović. Prinz/Fürst Milan Obrenović gehörte zu den Unterstützern und brachte sie an die Macht, wofür sie aber als königshörig angegriffen wurde. Neben den liberalen Freiheiten wollte die Partei ein gutes Verhältnis zu Österreich-Ungarn, weniger zu Russland. Piroćanac führte die Regierung vom 2. November 1880 bis zum 3. Oktober 1883. Danach folgte im Februar 1884 bis Juni 1887 Garašanin. Die anderen Parteien bekämpften die Partei besonders ab 1887 und nach der Abdankung von König Milan Obrenović. Die Partei konnte wegen des allgemeinen gleichen Wahlrechts keine Erfolge auf dem Land erzielen, und die Städte lieferten zu wenig Stimmen.
Der neue König Aleksandar Obrenović regierte nur unter der Regentschaft von Jovan Ristić, bis der König 1894 im Staatsstreich die Macht übernahm. Er stützte sich wieder auf die Fortschrittspartei, doch blieb sie schwach. 1906 übernahm Stojan Novaković eine Erneuerung, der in der Bosnienkrise 1908 erneut das Premieramt übernahm. Nach dem Ersten Weltkrieg ging sie 1919 in der Demokratischen Partei auf.
Eine Serbische Fortschrittspartei besteht seit 2008 auch im gegenwärtigen Serbien.

## Premierminister der Fortschrittspartei
| Premierminister   | Jahre          |
| ----------------- | -------------- |
| Jovan Marinović   | 1873–1874      |
| Aćim Čumić        | 1874–1875      |
| Ljubomir Kaljević | 1875–1876      |
| Milan Piroćanac   | 1880–1883      |
| Milutin Garašanin | 1884–1887      |
| Stojan Novaković  | 1885–1886 1909 |
| Vladan Đorđević   | 1897–1900      |

## Einzelbelege
1. ↑  Roumen Daskalov, Diana Mishkova: Entangled Histories of the Balkans. Brill Academic Publishers, Leiden 2013, ISBN 978-90-04-26190-7 (hsozkult.de [abgerufen am 30. Januar 2024]).
2. ↑  Diana Mishkova: Entangled Histories of the Balkans. Band II. Brill, 2013, S. 181–183 (englisch).